# Josip Projić
Josip Projić (in serbo Jocип Пpojић?; Kruševac, 23 agosto 1987) è un ex calciatore serbo, di ruolo difensore.

## Carriera

### Club
Il 22 febbraio 2019 viene acquistato a titolo definitivo dalla squadra russa del Fakel Voronež.

### Nazionale
Ha giocato nella nazionale serba Under-19.